# أمام (أسطورة)
أمام (بالإنجليزية: Amam)‏ أفعى كبيرة تعيش في المياه بين الجزيرة المرجانية ميلي في جزر مارشال وجزيرة كيريتي. والأفعى كبيرة مثل جزيرة، وهي سوداء وطويلة. نهاية الأفعى تواجه میلي وذيلها يواجه كيريتي. قيل إنك إن تهت وأنت مبحر تكون قد دخلت الأفعى. فتصبح مشوشا، دون أن تكون قادرا على رؤية نجوم أو الشعور بالأمواج. وبعد يوم أو يومين في الداخل عليك أن تعود وتلتف من الجنوب إلى الشمال. ثم تمضي يوم أو يومين آخرين في الداخل. أخيرا تموت جوعا وعطشا. وقيل إنك إن خرجت من الداخل، ابحث عن طائر الكابوج المسمى الوكتو. فعندما يرى الطائر قاربك سوف يطير مبتعدا. اتبعه ليريك أين دخلت في الأفعى. فإن دخل بحار خبير في الأفعى فإن الطيور تصرخ: «جيت تار لوك یار لوك كي أمام يوروك...» وترجمتها: «دخلنا في الأفعی وهو يحاول أن يمسكنا ولكننا نعرف أين ندخل وأين نخرج».